# 交響曲第13番 (ハイドン)
交響曲第13番 ニ長調 Hob. I:13 は、フランツ・ヨーゼフ・ハイドンが1763年に作曲した交響曲である。

## 概要
第12番と本作、第40番の3曲は、自筆譜に記された日付から1763年に作曲されたことが判明している。
ハイドンが仕えていたエステルハージ家には、1763年の8月から12月と、1765年5月から1766年2月にかけて4人のホルン奏者がいた。4本のホルンを使用する交響曲には本作と第31番『ホルン信号』、第39番、第72番の4曲があるが、いずれもこの時期に書かれたと考えられている（ただし第39番については議論あり）。

## 編成
フルート1、オーボエ2、ホルン4（、ティンパニ）、第1ヴァイオリン、第2ヴァイオリン、ヴィオラ、低音（チェロ、コントラバス、ファゴット）。
4本のホルンとフルートを使用し、独奏楽器による協奏曲的な楽章が含まれる点で第31番『ホルン信号』と共通するが、規模はより小さく、ホルンが旋律を演奏することは稀である。
当時のハイドンの習慣として、チェロ・コントラバス・ファゴットの独立したパートはなく、低音の楽譜を演奏したが、本曲では第2楽章に独奏チェロのための独立したパートがある。
ティンパニのパートはハイドン自身が書いたものではない。

## 曲の構成
全4楽章、演奏時間は約20分。
- 第1楽章 アレグロ・モルト
ニ長調、4分の4拍子、ソナタ形式。
お使いのブラウザーでは、音声再生がサポートされていません。音声ファイルをダウンロードをお試しください。
弦楽器によるアルペジオ風のフレーズがユニゾンで始まり、管楽器は厚い和音を伸ばす[5]。展開部では短調に転ずる。再現部では突然ホルンが主題を演奏する場所がある。

- 第2楽章 アダージョ・カンタービレ
ト長調、4分の4拍子、ソナタ形式。
お使いのブラウザーでは、音声再生がサポートされていません。音声ファイルをダウンロードをお試しください。
当時の他の交響曲と同様に、弦楽器のみで緩徐楽章は演奏される。独奏チェロがたっぷりと歌うようなメロディを演奏し、他の弦楽器は伴奏に徹する。

- 第3楽章 メヌエット - トリオ
ニ長調 - ト長調、4分の3拍子。
お使いのブラウザーでは、音声再生がサポートされていません。音声ファイルをダウンロードをお試しください。
お使いのブラウザーでは、音声再生がサポートされていません。音声ファイルをダウンロードをお試しください。
メヌエット主部の主題は下降分散和音による。トリオはト長調に転じ、フルートと弦楽器のみによる。フルート独奏によって別のリズムをもつ分散和音ではじまる旋律が演奏される。

- 第4楽章 フィナーレ：アレグロ・モルト
ニ長調、4分の4拍子、ソナタ形式。
お使いのブラウザーでは、音声再生がサポートされていません。音声ファイルをダウンロードをお試しください。
4つの音の動機に支配される。この動機は定旋律であり[5]、後に作曲されたモーツァルトの『ジュピター交響曲』のフィナーレと同一である。この動機はさまざまな調で楽章全体で現れて、フーガ風な扱いを受ける。終わり近くでは弦楽器によってストレットのように演奏される。